# سیارک ۵۳۴۸
سیارک ۵۳۴۸ (به انگلیسی: 5348 Kennoguchi، نامگذاری:1988BB)۵۳۴۸مین سیارک کشف شده‌است که در ۱۶ ژانویه ۱۹۸۸ کشف شد.